# 岡上
岡上（おかがみ）は神奈川県川崎市麻生区の町名。現行行政地名は岡上および岡上1丁目から岡上6丁目。住居表示は、岡上（大字）が未実施区域、岡上1丁目から岡上6丁目が実施済区域。郵便番号は215-0027。

## 地理
面積は1.45 km²。川崎市麻生区の飛地で、南側を横浜市青葉区に、三方を東京都町田市に挟まれている。北側には鶴見川が流れる。周辺は1970年代から1980年代に宅地化が進んだが、岡上は大部分が市街化調整区域と農業振興地域に指定されたため、現在でも農村的風景が残っている。
これまで全域が地番区域だったが、2021年（令和3年）11月22日より市街化区域において住居表示が実施され、対象地域の新町名は岡上1丁目 - 6丁目となった。一方で市街化調整区域ではこれまで通り地番表示のままである。

### 河川
- 鶴見川
- 真光寺川

### 字・小字
岡上では2024年現在も旧来の字名が存在する地域があり、住所表記として正式に使用されているものも存在する。一方、2021年に市街化区域において住居表示が実施された際に、いくつかの字名は住所表記として使用されなくなった。
川内（かわうち）
1丁目全域、川内橋（真光寺川）周辺。
開戸（かいと）
2丁目北東側、岡上開戸公園周辺。
栗畑（くりはたけ）
2丁目南側、岡上栗畑公園周辺。
阿部ノ原
2丁目西側、岡上廃寺跡付近。阿部原（あべっぱら）と呼ばれている標高54mほどの台地がある。
宝殿（ほうでん）
2丁目北西側及び3丁目東側に跨り、宝殿橋（真光寺川）の南側に位置する。
関
3丁目西側。
川井田下
4丁目全域及び3丁目西側の一部。新川井田橋（鶴見川）や川井田人道橋（鶴見川）などの名称にも用いられる。
川井田（かわいだ）
5丁目北側、岡上川井田公園周辺。町田市金井ヶ丘（旧金井町）で使われていた小字「川井田」とともに広範囲に跨る地名。
杉山下
5丁目南側及び6丁目北側に跨る。
杉山
6丁目南側。
自正寺・自正寺谷戸
地番区域（市街化調整区域）の北側。川崎市の特別緑地保全地区に指定されている。
小塚
地番区域（市街化調整区域）の西側。川崎市の特別緑地保全地区に指定されている。
梨子ノ木
地番区域（市街化調整区域）の南西側。川崎市の特別緑地保全地区に指定されている。
せいの堂
地番区域（市街化調整区域）の北東側。
丸山
地番区域（市街化調整区域）の東側。川崎市の特別緑地保全地区に指定されている。
池の谷戸
地番区域（市街化調整区域）の東側。
天神谷戸
地番区域（市街化調整区域）の中部。

### 地価
住宅地の地価は、2025年（令和7年）1月1日の公示地価によれば、岡上6丁目4-11の地点で14万円/m²となっている。

## 歴史
旧都筑郡岡上村。古くは「おかのぼり」とも称した。南側で同郡田奈村（現：横浜市青葉区）に接してはいたが、多摩丘陵に位置し細い峠道しかなく、むしろ東京府南多摩郡鶴川村（現：町田市）を挟んですぐ近くにある都筑郡柿生村（現：川崎市麻生区）との結びつきが強かった。
1889年（明治22年）4月1日の町村制施行により、単独で村制を施行。柿生村と町村組合を結成していた。1939年（昭和14年）に都筑郡が横浜市へ合併される動きがあった際、岡上村は柿生村とともに川崎市への合併を選び、川崎市の飛地となった。1972年（昭和47年）に川崎市が政令指定都市に指定された際は多摩区に属していたが、1982年（昭和57年）に多摩区が分区されたことで以降は麻生区に属している。

## 世帯数と人口
2025年（令和7年）6月30日現在（川崎市発表）の世帯数と人口は以下の通りである。
| 大字・丁目 | 世帯数    | 人口    |
| ---------- | --------- | ------- |
| 岡上       | 232世帯   | 486人   |
| 岡上1丁目  | 814世帯   | 1,419人 |
| 岡上2丁目  | 566世帯   | 1,254人 |
| 岡上3丁目  | 491世帯   | 933人   |
| 岡上4丁目  | 423世帯   | 744人   |
| 岡上5丁目  | 654世帯   | 1,093人 |
| 岡上6丁目  | 348世帯   | 652人   |
| 計         | 3,528世帯 | 6,581人 |

### 人口の変遷
国勢調査による人口の推移。
| 年                 | 人口  |
| ------------------ | ----- |
| 1995年（平成7年）  | 5,827 |
| 2000年（平成12年） | 6,388 |
| 2005年（平成17年） | 6,596 |
| 2010年（平成22年） | 6,909 |
| 2015年（平成27年） | 6,717 |
| 2020年（令和2年）  | 6,678 |

### 世帯数の変遷
国勢調査による世帯数の推移。
| 年                 | 世帯数 |
| ------------------ | ------ |
| 1995年（平成7年）  | 2,456  |
| 2000年（平成12年） | 2,786  |
| 2005年（平成17年） | 3,080  |
| 2010年（平成22年） | 3,256  |
| 2015年（平成27年） | 3,204  |
| 2020年（令和2年）  | 3,292  |

## 教育
岡上に在住する中学生のうち、公立中学校へ通う者は川崎市立柿生中学校へ小田急線を利用して電車通学している。
1966年（昭和41年）に川崎市立柿生小学校岡上分校が廃校になった後、1987年（昭和62年）に川崎市立岡上小学校が開校するまでは、小学生も小田急線を利用して柿生小学校本校まで電車通学していた。ただし同じ岡上でも三輪町寄りの地域に在住する小学生は、当時徒歩で30分ほどかけて柿生小学校本校へ通学していた。

### 学区
市立小・中学校に通う場合、学区は以下の通りとなる（2023年4月時点）。
| 大字・町丁 | 番地 | 小学校             | 中学校             |
| ---------- | ---- | ------------------ | ------------------ |
| 岡上       | 全域 | 川崎市立岡上小学校 | 川崎市立柿生中学校 |
| 岡上1丁目  | 全域 | 川崎市立岡上小学校 | 川崎市立柿生中学校 |
| 岡上2丁目  | 全域 | 川崎市立岡上小学校 | 川崎市立柿生中学校 |
| 岡上3丁目  | 全域 | 川崎市立岡上小学校 | 川崎市立柿生中学校 |
| 岡上4丁目  | 全域 | 川崎市立岡上小学校 | 川崎市立柿生中学校 |
| 岡上5丁目  | 全域 | 川崎市立岡上小学校 | 川崎市立柿生中学校 |
| 岡上6丁目  | 全域 | 川崎市立岡上小学校 | 川崎市立柿生中学校 |

## 事業所
2021年（令和3年）現在の経済センサス調査による事業所数と従業員数は以下の通りである。
| 大字・丁目 | 事業所数 | 従業員数 |
| ---------- | -------- | -------- |
| 岡上       | 91事業所 | 700人    |

### 事業者数の変遷
経済センサスによる事業所数の推移。
| 年                 | 事業者数 |
| ------------------ | -------- |
| 2016年（平成28年） | 72       |
| 2021年（令和3年）  | 91       |

### 従業員数の変遷
経済センサスによる従業員数の推移。
| 年                 | 従業員数 |
| ------------------ | -------- |
| 2016年（平成28年） | 400      |
| 2021年（令和3年）  | 700      |

## 施設

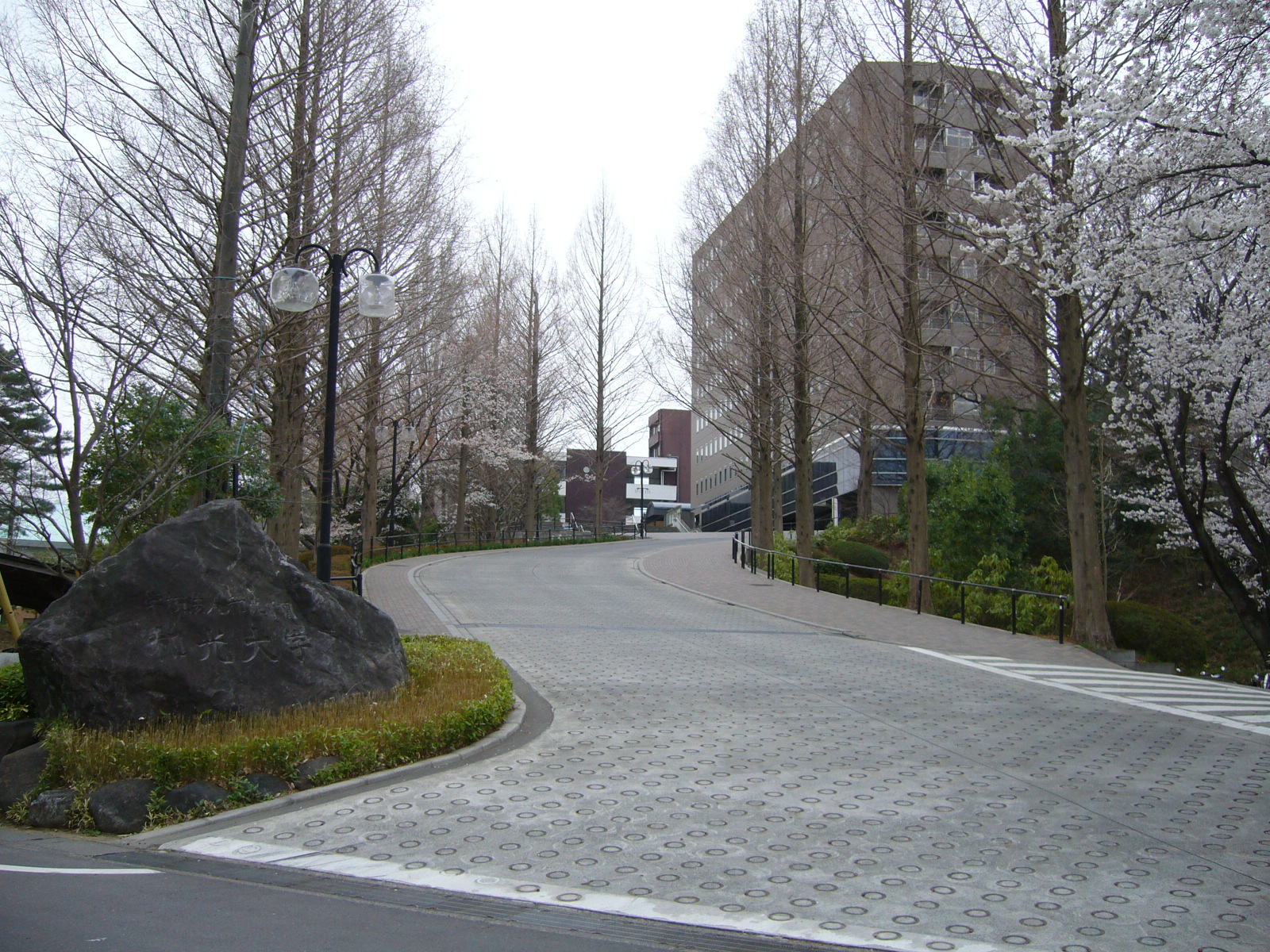
和光大学正面入口 - この付近は岡上で、後方校舎は町田市となる

町内にコンビニやスーパーなどは存在せず、店舗は個人経営の商店や飲食店などが営業する程度である。
- 川崎市立岡上小学校
- 川崎市麻生市民館岡上分館 - 市立柿生小学校岡上分校跡地に開設[24]。
- 川崎市岡上こども文化センター
- 麻生警察署岡上駐在所
- 和光大学
東京都町田市との間に跨っており、所在地は町田市金井ヶ丘となっている。キャンパスの大半は町田市だが、キャンパスの市外局番は044（川崎MA）が使用され[25]、かつて存在した学生寮（2021年3月廃止）の所在地は岡上（現・岡上6丁目）だった。大学構内の至る所で都県境を越える形になるが、特に看板などは設置されていない。
- 玉川大学 - 敷地の一部のみ岡上6丁目にかかる。
- 東光院
- 岡上神社 - 岡上809番地に所在する神社[26][27]。
祭神は日本武尊、建御名方命、大山咋神、倉稲魂命[27]。1909年（明治42年）3月、岡上村内の5つの神社を合祀[27]。敷地は村の中央にあった諏訪神社とし、村民融和のため村名を取り「岡上神社」として祀った[27]。
- 株式会社カジノヤ 本社・工場

## 交通

### 鉄道
西側の町田市との市境を縫うように小田急小田原線が通過しているが、町域内には鉄道駅がなく、鶴川駅は岡上のすぐ北側にある。

### 路線バス
神奈川中央交通、小田急バス（いずれも鶴川駅発着）、東急バス（日体大発着）の路線が市境付近で運行されており、一部は岡上駐在所付近にある岡上バス停を通る。かつては横浜市営バスも南側の市境付近で運行されていたが、前述の東急バスとの共同運行解消に伴う路線移譲によって撤退している。川崎市域ではあるものの、川崎市に編入された当時から川崎市バスによる路線運行は行われていない。
2020年には隣接する町田市と鶴川駅南口アクセス道路整備に関する協定を締結しており、鶴川駅南口広場とアクセス道路が完成した際には鶴川駅北口発着の路線バスの一部が南口発着に変更されたうえで、岡上3丁目西側から南側にかけて乗り入れを計画している。
2016年と2017年には、麻生区岡上西地区運行実験として鶴川駅付近と町内西部を結ぶ乗合タクシー（コミュニティ交通）の運行実験が行われた。

### 道路
- 神奈川県道139号真光寺長津田線（こどもの国通り）
  - 岡上跨線橋

## その他

### 日本郵便
郵便局の集配局は麻生郵便局。町内には郵便局・ゆうちょ銀行ATMともに存在しない。

### 警察
町内の警察の管轄区域は以下の通りである。
| 大字・丁目 | 番・番地等 | 警察署     | 交番・駐在所 |
| ---------- | ---------- | ---------- | ------------ |
| 岡上       | 全域       | 麻生警察署 | 岡上駐在所   |
| 岡上1丁目  | 全域       | 麻生警察署 | 岡上駐在所   |
| 岡上2丁目  | 全域       | 麻生警察署 | 岡上駐在所   |
| 岡上3丁目  | 全域       | 麻生警察署 | 岡上駐在所   |
| 岡上4丁目  | 全域       | 麻生警察署 | 岡上駐在所   |
| 岡上5丁目  | 全域       | 麻生警察署 | 岡上駐在所   |
| 岡上6丁目  | 全域       | 麻生警察署 | 岡上駐在所   |

### 電話
川崎MA（市外局番：044）に属する。なお、町田市三輪町及び三輪緑山も川崎MAに属するため、市内通話扱いとなる。